# Kelly (rivière)
Pour les articles homonymes, voir Kelly.
La rivière Kelly est un cours d'eau d'Alaska, aux États-Unis situé dans le borough de Northwest Arctic. C'est un affluent de la rivière Noatak.

## Description
Longue de 45 milles (72 km), elle prend sa source dans les montagnes De Long et coule en direction du sud-ouest vers la rivière Noatak à 29 milles (47 km) de Noatak.
Son nom provient de celui de John W. Kelley, prospecteur en 1880.